# Brigitte Bachmann-Geiser
Brigitte Bachmann-Geiser (* 12. Juni 1941, von Langenthal, Kanton Bern) ist eine Schweizer Musikethnologin, deren Forschungsschwerpunkt die Schweizer Volksmusikinstrumente bilden.

## Leben
Brigitte Geiser studierte an den Universitäten Bern, Basel und Tübingen Musikwissenschaft und Volkskunde. Sie wurde 1969 mit der Dissertation Studien zur Frühgeschichte der Violine promoviert. 
Im Jahr 1972 publizierte Bachmann-Geiser eine Arbeit über traditionelle Instrumente im Kanton Schwyz. Sie kuratierte ihre ersten musikkundlichen Ausstellungen in Grindelwald, Brig und Appenzell. Sie betreute Neuausgaben der Liedersammlung von Alfred Leonz Gassmann und der Liedersammlung Im Röseligarte von Otto von Greyerz sowie verschiedene Editionen traditioneller Volksmusik bei Ex Libris, Claves und im Zytglogge-Verlag. Zudem untersuchte sie die Geschichte des Alpsegens in der Schweiz. 
Brigitte Bachmann-Geiser publizierte über Musikinstrumentensammlungen in der Schweiz und in Nürnberg, Stockholm, London, Trondheim und Tokio sowie über die Volkskultur der Amischen in Berne (Indiana). Sie unterrichtete an den Universitäten Wien und Freiburg im Breisgau.
Von 1991 bis 2005 war sie wissenschaftliche Leiterin des auf traditionelle Volksmusik ausgerichteten «Museums im Kornhaus» in Burgdorf.
Seit 1979 ist Bachmann-Geiser mit dem Grafiker Eugen Bachmann verheiratet, der sie bei einigen Forschungsprojekten begleitete.

## Werke (Auswahl)
- Von der Emmentaler Zither: die Hannotere, ein altes Volksinstrument. Bern 1972.
- Volksmusikinstrumente aus dem Kanton Schwyz. In: Schweizer Volkskunde, 62, 1972, S. 33–44.
- Chlefeli. Instrumente der Schwyzer Schulkinder zur Fastenzeit. Schwyz 1973.
- Studien zur Frühgeschichte der Violine. Bern 1974.
- Die Zithern der Schweiz. In: Prof. Dr. Walter Gerstenberg zum 70. Geburtstag. Bern 1974, S. 43–87.
- Cister und Cistermacher in der Schweiz. In: Studia instrumentorum musicae popularis. 3, 1974, S. 50–56, 263–265.
- Das Geisselklepfen in der Schweiz. Schwyz 1977.
- Die Volksmusikinstrumente der Schweiz. In: Schweizer Volkskunde, 68, 1978, S. 65–88.
- Die Maultrommeln in der Schweiz. In: Festschrift für Karl Horak. Innsbruck 1980, S. 95–103.
- Die Volksmusikinstrumente der Schweiz (= Handbuch der europäischen Volksmusikinstrumente, Serie I, Band 4). Leipzig 1981.
- Volksmusikinstrumente und instrumentale Volksmusik in der Schweiz. In: Paul Hugger (Hrsg.): Handbuch der schweizerischen Volkskultur, Band III, Zürich 1992, S. 1377–1392.
- Die Instrumentensammlung des Bernischen Historischen Museums. In: Musica instrumentalis, 1, 1998, S. 140–145.
- Das Alphorn. Vom Lock- zum Rockinstrument. Bern 1999.
- Der Betruf in den Schweizer Alpen. In: Histoire des Alpes, 2006, S. 27–36.
- Klingende Miniaturen. Eine St. Galler Handschrift von 1561–1563 als Instrumentenkunde. In: Fiori musicologici, 2001, S. 39–65.
- mit Eugen Bachmann-Geiser: Amische – Die Lebensweise der Amischen in Berne, Indiana. 2003.
- Die Hanottere. Ein Kunstmusikinstrument der Renaissance lebt in der Schweizer Volksmusik weiter. In: Antonio Baldassarre  (Hrsg.): Musik, Raum, Akkord, Bild. Festschrift zum 65. Geburtstag von Dorothea Baumann. 2012, S. 619–639.